# Aira Azman
Aira Azman, née le 29 septembre 2004 dans le Kedah en Malaisie, est une joueuse professionnelle de squash représentant la Malaisie. Elle atteint en mai 2025 la 26e place mondiale sur le circuit international, son meilleur classement.
Ses sœurs Aifa et Aika sont également joueuses de squash.

## Biographie
Elle effectue un brillant parcours dans les catégories jeune, vainqueur des moins de 15 ans, en même temps que sa sœur Aira vainqueur en moins de 17 ans au British Junior Open et finaliste des championnats du monde junior face à Amina Orfi. Elle se qualifie pour les championnats du monde 2022-2023 et s'incline au premier tour face à Melissa Alves.

## Palmarès

### Titres
- Open des Bermudes de squash 2025
- Championnats de Malaisie : 2 titres (2023, 2024)

### Finales
- Championnats du monde junior : 2023